# Clematis patens 'Evipo016'
Cultivar
La clématite patens 'Evipo016' est un cultivar de clématite obtenu en 2010 par Raymond Evison et Mogens Olesen en Angleterre. Elle porte le nom commercial de clématite patens Rebecca 'Evipo016'.
La clématite Rebecca a été commercialisée à partir de 2008 par les pépinières Guernsey clematis nursery de Raymond Evison.
Cette clématite a été nommée en hommage à la fille ainée du pasteur Raiser.

## Description
Cette clématite fait partie du groupe 2, ce qui signifie que ce cultivar donnera deux floraisons par an, une première au printemps sur la pousse de l'année précédente puis une seconde à l'automne sur les pousses de l'été.

### Feuilles
Les feuilles caduques de cette clématite sont parfois simples, parfois alternes et trifoliées. en moyenne elles mesurent 10 cm.

### Tiges
Les tiges de la clématite Rebecca apparaissent de couleur verte sur les pousses de l'année, en vieillissant le bois se durcit et devient rougeâtre et marron.

### Fleurs
La clématite Rebecca dispose d'une fleur de taille moyenne rouge pur, elle peut atteindre 18 cm. Les fleurs de ce cultivar apparaissent la plupart du temps sur l'ensemble de la plante en mai et juin pour la floraison printanière et d'août à septembre pour la floraison d'automne.

#### Bouton floral et pédoncule
Le bouton floral de Rebecca est allongé et ovoïde d'environ 4 à 5 cm, de couleur vert/gris à un quart de son ouverture. Le pédoncule quant à lui mesure environ 10 à 30 millimètres de couleur verte également.

#### Sépales
Au nombre de six, espacés à tangents, les uns elliptiques, les autres obovés, plats à convexes en coupe transversale, modérément réfléchis en coupe longitudinale, non tordus autour de l'axe longitudinal, à sommet cuspidé, à marge plate ou très faiblement ondulée; dessus unicolore, rouge-violet foncé, devenant plus clair vers le centre; dessous violet avec une barre centrale blanche.

#### Étamines et stigmates
Rebecca possède des  étamines de couleur blanche et des stigmates de couleur jaune crème.

#### Parfum
Cette clématite n'a pas de parfum.

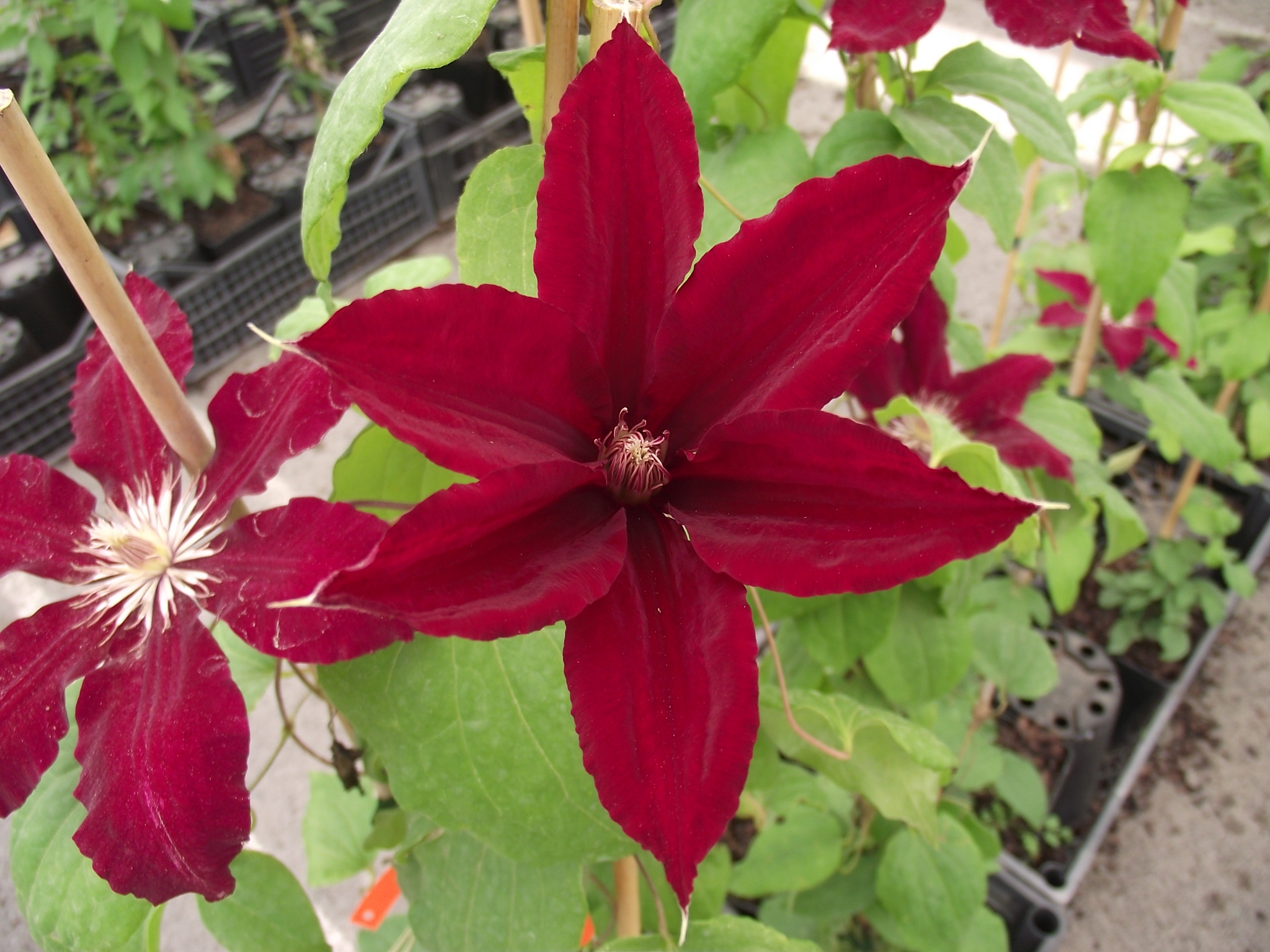
Clematis patens Rebecca 'Evipo016'
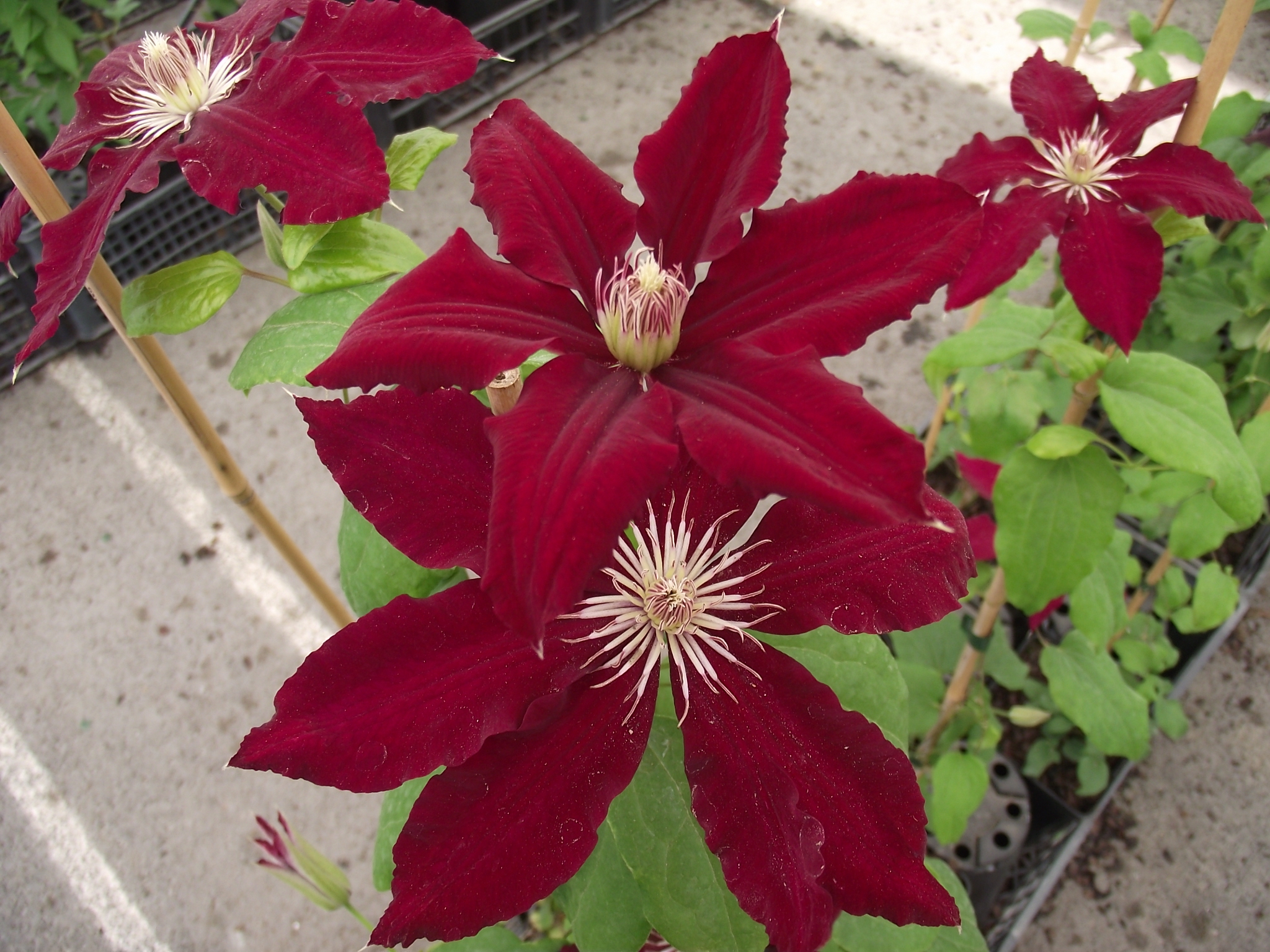
Clematis patens Rebecca 'Evipo016'
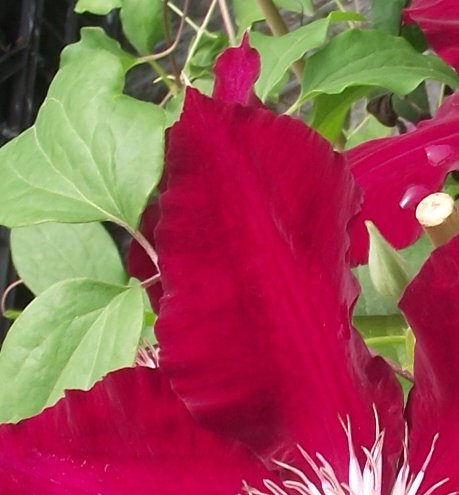
Sépale de clématite Rebecca 'Evipo016'
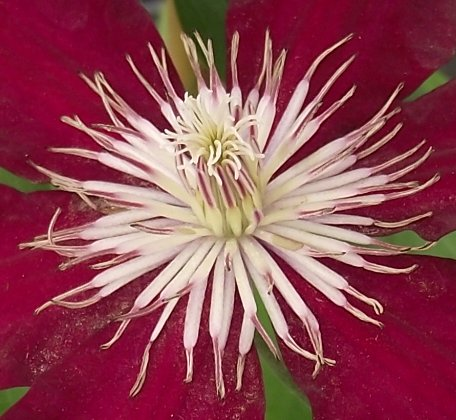
Stigmates et étamines de clématite Rebecca 'Evipo016'

## Obtention
'Evipo016' est issue d'un croisement contrôlé entre la clématite patens 'Bees' Jubilee' (parent femelle) et un semis non identifié (parent mâle), réalisé au printemps 1999 à Guernesey, en Angleterre. Les graines ainsi obtenues ont été mises à germer en janvier 2000, et les semis ont été évalués en conditions contrôlées à l'été de la même année. À la suite de cette évaluation, une désignation aux fins de sélection a été attribuée à la nouvelle variété, et celle-ci a été multipliée par bouturage. 'Evipo016' a été sélectionnée dans le cadre d'un programme visant à créer une nouvelle variété à fleurs rouges, donnant une plante vigoureuse, compacte, à mode de ramification intéressant et à floraison abondante sur le bois de l'année.
Au Canada les essais de 'Evipo016' ont été réalisés au champ et en serre de polyéthylène au printemps 2010, à Saint-Thomas, en Ontario. Ils ont porté sur 8 sujets de chaque variété, obtenus de plants à racines nues cultivés en récipients de 3,8 litres et transplantés au champ le 5 août 2009. Les observations et mesures ont été faites chez 10 parties de plantes de chaque variété, le 7 juin 2010 pour la variété candidate et le 21 juin 2010 pour la variété de référence.

## Protection
'Evipo016' est protégé par l'Union pour la protection des obtentions végétales sous licence PBR & PPaf. Le nom commercial 'Rebecca' est protégé par une licence trademark.

## Culture

### Plantation
La clématite Rebecca a été produite pour une culture en pot, mais elle s'adapte très bien en pleine terre également. Elle doit être plantée dans un mélange drainant, fertile et léger. Les racines préfèrent  un sol frais et ombragé.

### Croissance
À taille adulte cette clématite dispose d'une croissance entre 1 et 2 mètres>.

### Floraison
Rebecca fleurit deux fois par an sur la pousse de l'année précédente du mois de mai au mois de juin pour la floraison printanière et en août et septembre pour la floraison sur la pousse de l'été de l'automne. Elle fait partie du groupe 2.

### Utilisations
Rebecca est parfait pour les pergolas, treillis, tonnelles et clôtures. Elle peut aussi grimper sur des supports naturels tels que les feuillus, des conifères et des arbustes.

### Taille
La clématite Rebecca a besoin d'une taille annuelle, souvent au mois de mars mais à toute période de repos végétatif. Elle demande une taille légère, c'est-à-dire une taille de 30 cm sur un tiers des branches.

### Résistance
Cette clématite résiste à des températures jusqu'à moins 20 degrés Celsius.

### Maladies et ravageurs
La clématite Rebecca est sensible à l'excès d'eau ce qui pourrait provoquer une pourriture du collet de la plante et ainsi la mort de la clématite. Elle peut également souffrir d'apoplexie due à un champignon appelé Ascochyta clematidina, provoquant un flétrissement brutal des feuilles. Pour combattre ce champignon la terre doit être remplacée sur 20 cm et l'excès d'eau doit être proscrit.
Les limaces peuvent également s'attaquer à cette clématite et notamment aux jeunes pousses du printemps.